# Lee Woo-joo
Lee Woo-joo – południowokoreański zapaśnik w stylu wolnym. Brązowy medal na mistrzostwach Azji w 2010 i 2011. Wojskowy wicemistrz świata w 2010 roku.